# Longina Kaczmarska
Maria Longina Kaczmarska (ur. 1953) – polska pielęgniarka, działaczka związkowa, pełniąca obowiązki przewodniczącego Ogólnopolskiego Związku Zawodowego Pielęgniarek i Położnych (2011). Obecnie wiceprzewodnicząca OZZPiP oraz Członek Zarządu Głównego FZZ.

## Życiorys
Posiada tytuł magistra pielęgniarstwa ze specjalnością chirurgiczną. Przed wyborami prezydenckimi w 2005 była członkiem Komitetu Wyborczego Andrzeja Leppera. W czerwcu 2007 roku jako wiceprzewodnicząca Ogólnopolskiego Związku Zawodowego Pielęgniarek i Położnych była jedną z liderek protestu pielęgniarek i położnych przed Kancelarią Prezesa Rady Ministrów w Alejach Ujazdowskich w Warszawie. Pielęgniarki domagały się zwiększenia wynagrodzeń oraz nakładów na służbę zdrowia. Wraz z trzema innymi działaczkami związkowymi: Dorotą Gardias (przewodniczącą OZZPiP), Iwoną Borchulską i Janiną Zaraś przez siedem dni okupowała kancelarię premiera prowadząc jednocześnie z dwoma koleżankami głodówkę. Podczas wyborów parlamentarnych w Polsce w 2007 roku była kandydatką Koalicyjnego Komitetu Wyborczego Lewica i Demokraci SLD+SDPL+PD+UP do Senatu RP w okręgu wyborczym nr 18. Po rezygnacji Doroty Gardias z funkcji przewodniczącej OZZPiP, od 1 czerwca do 4 listopada 2011 roku była pełniącą obowiązki przewodniczącego OZZPiP. Na stanowisku zastąpiła ją wybrana podczas VI Nadzwyczajnego Krajowego Zjazdu Delegatów OZZPiP na nową przewodniczącą – Iwona Borchulska.
Jest wiceprzewodniczącą Ogólnopolskiego Związku Zawodowego Pielęgniarek i Położnych oraz Członkiem Zarządu Głównego Forum Związków Zawodowych, z którego ramienia zasiada w Wojewódzkiej Komisji Dialogu Społecznego w Warszawie oraz zasiadała w Trójstronnej Komisji ds. Społeczno-Gospodarczych. W 2015 roku była jednym z reprezentantów OZZPiP podczas serii spotkań poświęconych problemom zawodowym pielęgniarek i położnych ze stroną rządową reprezentowaną między innymi przez Prezesa Rady Ministrów panią Ewę Kopacz oraz Ministra Zdrowia prof. Mariana Zembalę.